# NGC 6541
NGC 6541 (noto anche come C 78) è un ammasso globulare visibile nella costellazione della Corona Australe.
Si individua circa 6,5 gradi a ESE della stella θ Scorpii; è visibile già con un binocolo 11X80, e se la notte è propizia, anche con strumenti minori. Si tratta di uno degli ammassi globulari più appariscenti, e la sua elevata concentrazione (classe III) favorisce la sua brillantezza. Le sue componenti più luminose sono di quindicesima magnitudine, dunque occorrono potenti telescopi per poter iniziarne la risoluzione. L'oggetto dista dal Sole oltre 22.000 anni-luce.